# Хауэлл, Томас
То́мас «Том» Ха́уэлл (англ. Thomas «Tom» Howell; род. 14 октября 1994, Ньютон, Массачусетс) — американский кёрлингист.
В составе мужской сборной США участник чемпионата мира 2022, бронзовый призёр Панконтинентального чемпионата 2022. В составе юниорской мужской сборной США участник зимней Универсиады 2013, трёх юниорских чемпионатов мира. В составе юниорской смешанной команды США участник зимних юношеских Олимпийских игр 2012. Чемпион США среди мужчин и среди юниоров.
Играет в основном на позиции первого и третьего.

## Достижения
- Панконтинентальный чемпионат по кёрлингу: бронза (2022).
- Чемпионат США по кёрлингу среди мужчин: золото (2021, 2025), серебро (2024).
- Чемпионат мира по кёрлингу среди юниоров: серебро (2016).
- Чемпионат США по кёрлингу среди юниоров: золото (2012, 2013, 2016), серебро (2011, 2015), бронза (2014).

- Приз за спортивное мастерство (WJCC Sportsmanship Award) чемпионата мира среди юниоров: 2013.

## Команды
| Сезон                                               | Четвёртый      | Третий         | Второй        | Первый          | Запасной                                | Турниры                                           |
| --------------------------------------------------- | -------------- | -------------- | ------------- | --------------- | --------------------------------------- | ------------------------------------------------- |
| 2010—11                                             | Стивен Дропкин | Кори Дропкин   | Томас Хауэлл  | Derek Corbett   | Cameron Ross                            | ЧСШАЮ 2011                                        |
| 2011—12                                             | Стивен Дропкин | Кори Дропкин   | Томас Хауэлл  | Derek Corbett   | Cameron Ross тренер: Sandra McMakin     | ЧСШАЮ 2012 · ЧМЮ 2012 (5 место)                   |
| 2012—13                                             | Кори Дропкин   | Томас Хауэлл   | Марк Феннер   | Алекс Фенсон    | Connor Hoge тренер: Keith Dropkin (ЧМЮ) | ЧСШАЮ 2013 · ЧМЮ 2013 (7 место)                   |
| 2013—14                                             | Крис Плайс     | Стивен Дропкин | Шон Бейтон    | Кори Дропкин    | Томас Хауэлл тренер: Филл Дробник       | ЗУ 2013 (5 место)                                 |
| 2013—14                                             | Кори Дропкин   | Томас Хауэлл   | Марк Феннер   | Алекс Фенсон    |                                         | ЧСШАЮ 2014                                        |
| 2014—15                                             | Кори Дропкин   | Томас Хауэлл   | Марк Феннер   | Эндрю Стопера   | Luc Violette                            | ЧСШАЮ 2015 · ЧСША 2015 (6 место)                  |
| 2015—16                                             | Кори Дропкин   | Томас Хауэлл   | Марк Феннер   | Алекс Фенсон    | Quinn Evenson тренер: Уолли Генри (ЧМЮ) | ЧСШАЮ 2016 · ЧМЮ 2016 · ЧСША 2016 (4 место)       |
| 2016—17                                             | Хит Маккормик  | Крис Плайс     | Кори Дропкин  | Томас Хауэлл    |                                         | ЧСША 2017 (6 место)                               |
| 2017—18                                             | Хит Маккормик  | Крис Плайс     | Кори Дропкин  | Томас Хауэлл    |                                         | ЧСША 2018                                         |
| 2018—19                                             | Кори Дропкин   | Томас Хауэлл   | Марк Феннер   | Алекс Фенсон    | тренер: Филл Дробник                    | КМ 2018/19 (3 этап) (5 место) ЧСША 2019 (4 место) |
| 2019—20                                             | Кори Дропкин   | Томас Хауэлл   | Марк Феннер   | Алекс Фенсон    |                                         | ЧСША 2020 (6 место)                               |
| 2020—21                                             | Кори Дропкин   | Марк Феннер    | Том Хауэлл    | Алекс Фенсон    | Джо Поло тренер: Тим Солин              | ЧСША 2021                                         |
| 2021—22                                             | Кори Дропкин   | Джо Поло       | Марк Феннер   | Том Хауэлл      | Алекс Фенсон тренер: Тим Солин          | ЧМ 2022 (4 место)                                 |
| 2022—23                                             | Кори Дропкин   | Эндрю Стопера  | Марк Феннер   | Том Хауэлл      | Рич Руохонен тренер: Mark Lazar         | ПКЧ 2022                                          |
| 2023—24                                             | Кори Дропкин   | Эндрю Стопера  | Марк Феннер   | Том Хауэлл      | Ben Richardson тренер: Mark Lazar       | ПКЧ 2023 (4 место)                                |
| 2023—24                                             | Кори Дропкин   | Эндрю Стопера  | Марк Феннер   | Том Хауэлл      |                                         | ЧСША 2024                                         |
| 2024—25                                             | Кори Дропкин   | Томас Хауэлл   | Эндрю Стопера | Марк Феннер     | Крис Плайс (ЧМ) тренер (ЧМ): Mark Lazar | ЧСША 2025 · ЧМ 2025 (11 место)                    |
| Кёрлинг среди смешанных команд (mixed curling)      |                |                |               |                 |                                         |                                                   |
| 2011—12                                             | Кори Дропкин   | Сара Андерсон  | Томас Хауэлл  | Тейлор Андерсон | тренер: Уолли Генри                     | ЗЮОИ 2012 (5 место)                               |
| Кёрлинг среди смешанных пар (mixed doubles curling) |                |                |               |                 |                                         |                                                   |
| 2011—12                                             | Ян Ин          | Томас Хауэлл   |               |                 | тренер: Ли Хунчэнь                      | ЗЮОИ 2012 (9 место)                               |

(скипы выделены полужирным шрифтом)

## Частная жизнь
Окончил Университет Маркетта (англ. Marquette University).